# Сталевий пакт

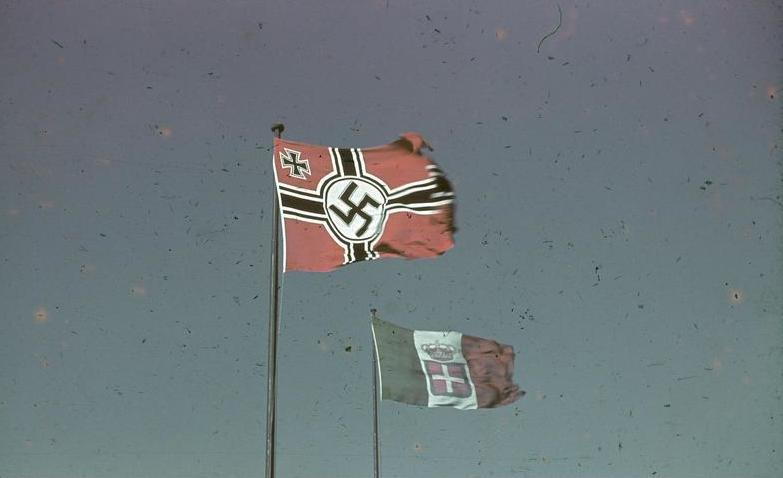

«Пакт про дружбу й союз між Німеччиною й Італією» (нім. Freundschafts- und Bündnispakt zwischen Deutschland und Italien, італ. Patto di amicizia e di alleanza fra l'Italia e la Germania), більш відомий як «Сталевий пакт» (нім. Stahlpakt, італ. Patto d'Acciaio) — міжнародний договір, підписаний 22 травня 1939 в Берліні між Німеччиною та Італією. Згідно з пактом вісь Берлін — Рим була встановлена остаточно.
Пакт спочатку був задуманий як тристоронній військовий союз між Японією, Італією та Німеччиною. У той час як Японія хотіла, щоб головним об'єктом пакту був Радянський Союз, Італія та Німеччина прагнули, щоб фокус був спрямований на Британську імперію та Францію. Через цю розбіжність пакт був підписаний без участі Японії, і в результаті став угодою, яка існувала лише між фашистською Італією та нацистською Німеччиною. Пакт був підписаний 22 травня 1939 року міністрами закордонних справ Італії Галеаццо Чано та Німеччини Йоахімом фон Ріббентропом. Разом з Антикомінтернівським пактом і Троїстим пактом, Сталевий пакт був однією з трьох угод, що встановили основну альянсу Країн Осі. Пакт складався з двох частин. Перша частина була відкритою декларацією про постійну довіру та співпрацю між Німеччиною та Італією. Друга частина, «Секретний додатковий протокол», заохочувала об'єднання політик у військовій та економічній сферах. Основний зміст пакту викладався в сімох статтях.

## Зміст документу

### Преамбула
У преамбулі до пакту було зазначено, що обидві сторони нібито об'єднало прагнення до співробітництва «у сфері забезпечення миру в Європі» і вони й надалі повні рішучості спільно «виступати за збереження свого життєвого простору й підтримка миру», боротися за «збереження основ європейської культури». 

### 1 стаття
В 1-й статті обидві сторони зобов'язалися «погоджувати свої позиції із всіх питань, що стосується їхніх спільних інтересів або загального положення в Європі».

### 2 стаття
В 2-й статті сторони заявили про свою готовність «робити повну політичну й дипломатичну підтримку» один одному, «якщо безпека або інші життєві інтереси однієї з сторін зазнають зовнішньої загрози». 

### 3 стаття
В 3-й статті зазначалося, що якщо одна зі сторін «буде в стані війни з одним або декількома державами, то інша сторона негайно виступить як союзник і надасть підтримку всіма своїми збройними силами на суші, на морі й у повітрі».

### 4 стаття
4-я стаття вказувала, що «уряди обох сторін будуть і далі поглиблювати своє військове й військово-економічне співробітництво» та «будуть проводити поточні консультації й з інших питань, необхідних для практичного здійснення положень цього пакту». Для полегшення цих завдань передбачалося створення німецьких й італійських постійних комісій, які повинні були перебувати в підпорядкуванні міністрів закордонних справ двох країн. 

### 5 стаття
В 5-й статті Німеччина й Італія взяли на себе зобов'язання «у випадку спільного ведення війни заключати перемир'я або мир тільки при досягненні повної згоди обох сторін у цьому питанні». 

### 6 стаття
В 6-й статті сторони заявляли про свою готовність розвивати й підтримувати дружні відносини з тими країнами, з якими їх зв'язує спільність інтересів. 

### 7 стаття
В останній, 7-й статті обумовлювалося, що пакт набуває чинності одночасно з його підписанням і дійсний протягом 10 років. 

## Секретний протокол
У секретному додатковому протоколі до «Сталевого пакту» міністри закордонних справ обох країн Йоахим фон Ріббентроп і Галеаццо Чано, згідно зі статтею 4 пакту, зобов'язалися «якомога швидше домовитися про структуру, місце перебування й методи роботи підлеглих їм військово-економічних комісій», а також налагодити «відповідне співробітництво в області преси, інформації й пропаганди, що відповідає духу й цілям пакту».